# Myotomys
A Myotomys az emlősök (Mammalia) osztályának a rágcsálók (Rodentia) rendjébe, ezen belül az egérfélék (Muridae) családjába tartozó nem.
A Myotomys-fajokat korábban az Otomys nembe sorolták.

## Rendszerezés
A nembe az alábbi 2 faj tartozik:
- Myotomys sloggetti Thomas, 1902 - korábban Otomys sloggetti
- fenyérlakó szélesfülű egér (Myotomys unisulcatus) F. Cuvier, 1829 - típusfaj; Otomys unisulcatus